# Plombières-lès-Dijon
Pour les articles homonymes, voir Plombières.
Plombières-lès-Dijon est une commune française  appartenant à Dijon Métropole située dans le département de la Côte-d'Or (21) en région Bourgogne-Franche-Comté.
Ses habitants sont appelés les Plombiérois et Plombiéroises.

## Homonymie
Il existe une ville de même nom en France, Plombières-les-Bains (station thermale), dans le département des Vosges et une en Belgique, Plombières, en Région wallonne.

## Géographie

### Situation géographique
La commune de Plombières-les-Dijon se situe à 7 kilomètres à l'ouest de la ville de Dijon, entre Lyon (200 km) et Paris (300 km), à une altitude de 251 mètres. L'ouest du  lac Kir est situé sur la commune de Plombières (accès par plusieurs pistes cyclables, baignade...).
Plombières-les-Dijon est traversée par la rivière nommée l'Ouche et par un bief historique.

### Archéologie
En 2009, lors des travaux pour la LINO, des fouilles archéologiques à la Peute Combe ont mis en évidence des vestiges gallo-romains.

### Climat
Pour des articles plus généraux, voir Climat de la Bourgogne-Franche-Comté et Climat de la Côte-d'Or.
En 2010, le climat de la commune est de type climat océanique dégradé des plaines du Centre et du Nord, selon une étude du Centre national de la recherche scientifique s'appuyant sur une série de données couvrant la période 1971-2000. En 2020, Météo-France publie une typologie des climats de la France métropolitaine dans laquelle la commune est exposée à un climat océanique altéré et est dans la région climatique  Bourgogne, vallée de la Saône, caractérisée par un bon ensoleillement (1 900 h/an), un été chaud (18,5 °C), un air sec au printemps et en été et des vents faibles. 
Pour la période 1971-2000, la température annuelle moyenne est de 10,8 °C, avec une amplitude thermique annuelle de 18,1 °C. Le cumul annuel moyen de précipitations est de 828 mm, avec 12,3 jours de précipitations en janvier et 7,9 jours en juillet. Pour la période 1991-2020, la température moyenne annuelle observée sur la station météorologique de Météo-France la plus proche, « Dijon Toison », sur la commune de Dijon à 6 km à vol d'oiseau, est de 11,5 °C et le cumul annuel moyen de précipitations est de 771,8 mm,. Pour l'avenir, les paramètres climatiques de la commune estimés pour 2050 selon différents scénarios d'émission de gaz à effet de serre sont consultables sur un site dédié publié par Météo-France en novembre 2022.

## Urbanisme

### Typologie
Au 1er janvier 2024, Plombières-lès-Dijon est catégorisée ceinture urbaine, selon la nouvelle grille communale de densité à 7 niveaux définie par l'Insee en 2022.
Elle appartient à l'unité urbaine de Dijon, une agglomération intra-départementale dont elle est une commune de la banlieue,. Par ailleurs la commune fait partie de l'aire d'attraction de Dijon, dont elle est une commune de la couronne,. Cette aire, qui regroupe 333 communes, est catégorisée dans les aires de 200 000 à moins de 700 000 habitants,.

### Occupation des sols
L'occupation des sols de la commune, telle qu'elle ressort de la base de données européenne d’occupation biophysique des sols Corine Land Cover (CLC), est marquée par l'importance des forêts et milieux semi-naturels (57,4 % en 2018), en diminution par rapport à 1990 (67,2 %). La répartition détaillée en 2018 est la suivante : 
forêts (51,9 %), terres arables (17,6 %), prairies (7,1 %), zones agricoles hétérogènes (5,9 %), zones urbanisées (5,6 %), milieux à végétation arbustive et/ou herbacée (5,5 %), cultures permanentes (3,3 %), mines, décharges et chantiers (2 %), espaces verts artificialisés, non agricoles (1 %), eaux continentales (0,3 %). L'évolution de l’occupation des sols de la commune et de ses infrastructures peut être observée sur les différentes représentations cartographiques du territoire : la carte de Cassini (XVIIIe siècle), la carte d'état-major (1820-1866) et les cartes ou photos aériennes de l'IGN pour la période actuelle (1950 à aujourd'hui).

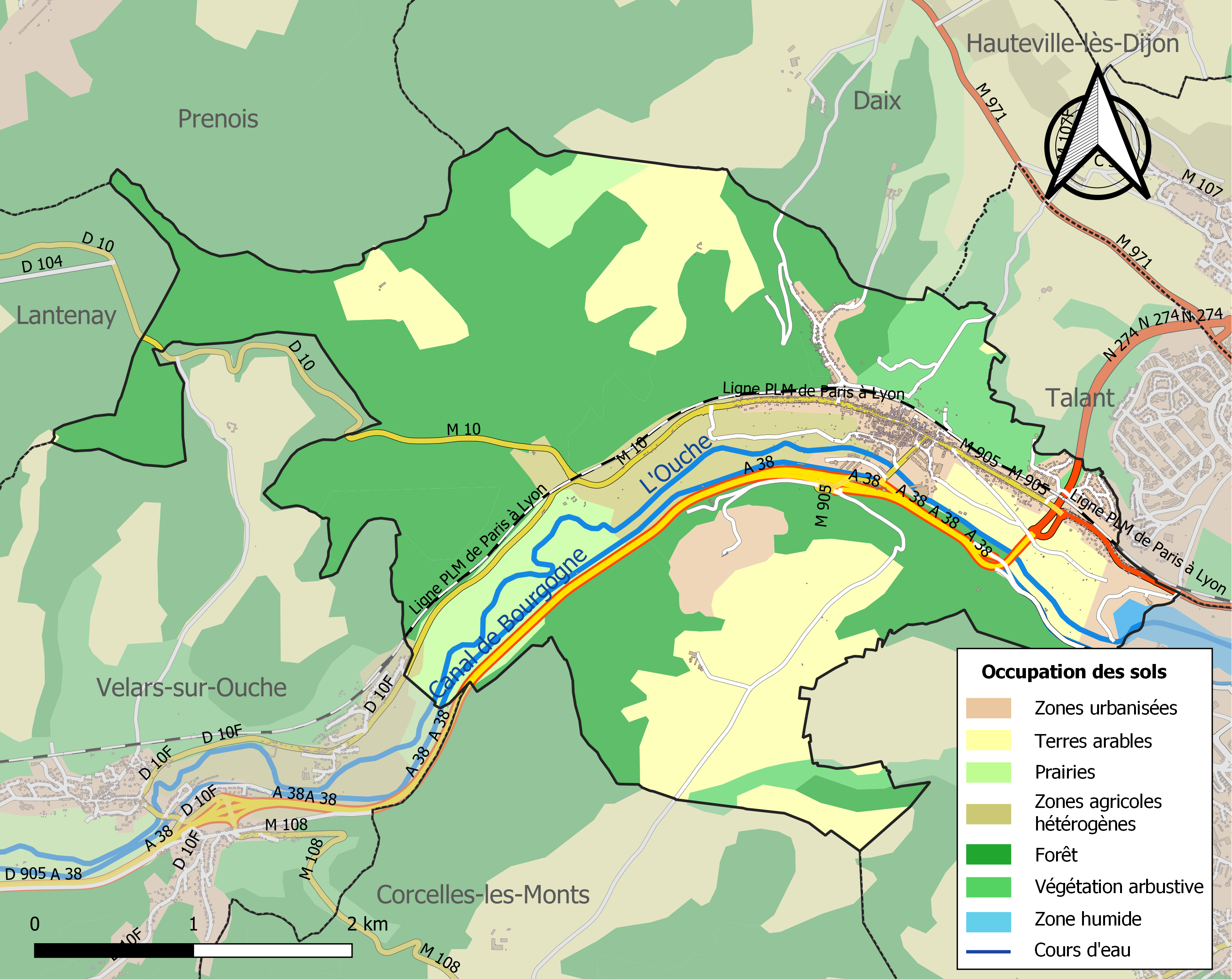
Carte des infrastructures et de l'occupation des sols de la commune en 2018 (CLC).

## Histoire
Origine : On trouve des traces de Plumberiae dès le VIe siècle, puis Plumbariae, 
Lors des fouilles de 2009, les vestiges d'un petit village gallo-romain datant du Ve siècle av. J.-C. ont été découverts.

## Politique et administration

### Liste des maires
| Période                                  | Période      | Identité            | Étiquette      | Qualité |
| ---------------------------------------- | ------------ | ------------------- | -------------- | ------- |
|                                          | mars 1989    | Pierre Chevalier    | Sans étiquette | .       |
| mars 1989                                | mars 2008    | Jacques Fouillot    | PS             | .       |
| mars 2008                                | mars 2014    | Jean-Paul Hesse     | PS             | .       |
| mars 2014                                | octobre 2014 | Jean-Frédéric Court | DVD            | .       |
| octobre 2014                             | En cours     | Monique Bayard      | DVD            | .       |
| Les données manquantes sont à compléter. |              |                     |                |         |

### Jumelage
- Haiger (Allemagne) depuis 1964 (jumelage avec l'ancienne commune de Sechshelden)[17]

## Démographie
L'évolution du nombre d'habitants est connue à travers les recensements de la population effectués dans la commune depuis 1793. Pour les communes de moins de 10 000 habitants, une enquête de recensement portant sur toute la population est réalisée tous les cinq ans, les populations de référence des années intermédiaires étant quant à elles estimées par interpolation ou extrapolation. Pour la commune, le premier recensement exhaustif entrant dans le cadre du nouveau dispositif a été réalisé en 2007.

En 2022, la commune comptait 2 508 habitants, en évolution de −3,72 % par rapport à 2016 (Côte-d'Or : +0,82 %, France hors Mayotte : +2,11 %).
| 1793  | 1800  | 1806 | 1821  | 1831  | 1836  | 1841  | 1846  | 1851  |
| ----- | ----- | ---- | ----- | ----- | ----- | ----- | ----- | ----- |
| 1 043 | 1 040 | 955  | 1 090 | 1 161 | 1 231 | 1 273 | 1 338 | 1 695 |

| 1856  | 1861  | 1866  | 1872  | 1876  | 1881  | 1886  | 1891  | 1896  |
| ----- | ----- | ----- | ----- | ----- | ----- | ----- | ----- | ----- |
| 1 393 | 1 425 | 1 458 | 1 432 | 1 659 | 1 782 | 1 791 | 1 733 | 1 632 |

| 1901  | 1906  | 1911  | 1921  | 1926  | 1931  | 1936  | 1946  | 1954  |
| ----- | ----- | ----- | ----- | ----- | ----- | ----- | ----- | ----- |
| 1 562 | 1 440 | 1 289 | 1 304 | 1 390 | 1 560 | 1 619 | 1 873 | 1 976 |

| 1962  | 1968  | 1975  | 1982  | 1990  | 1999  | 2006  | 2007  | 2012  |
| ----- | ----- | ----- | ----- | ----- | ----- | ----- | ----- | ----- |
| 2 289 | 2 178 | 2 064 | 1 820 | 2 123 | 2 491 | 2 816 | 2 855 | 2 731 |

| 2017  | 2022  | - | - | - | - | - | - | - |
| ----- | ----- | - | - | - | - | - | - | - |
| 2 556 | 2 508 | - | - | - | - | - | - | - |

## Culture locale et patrimoine

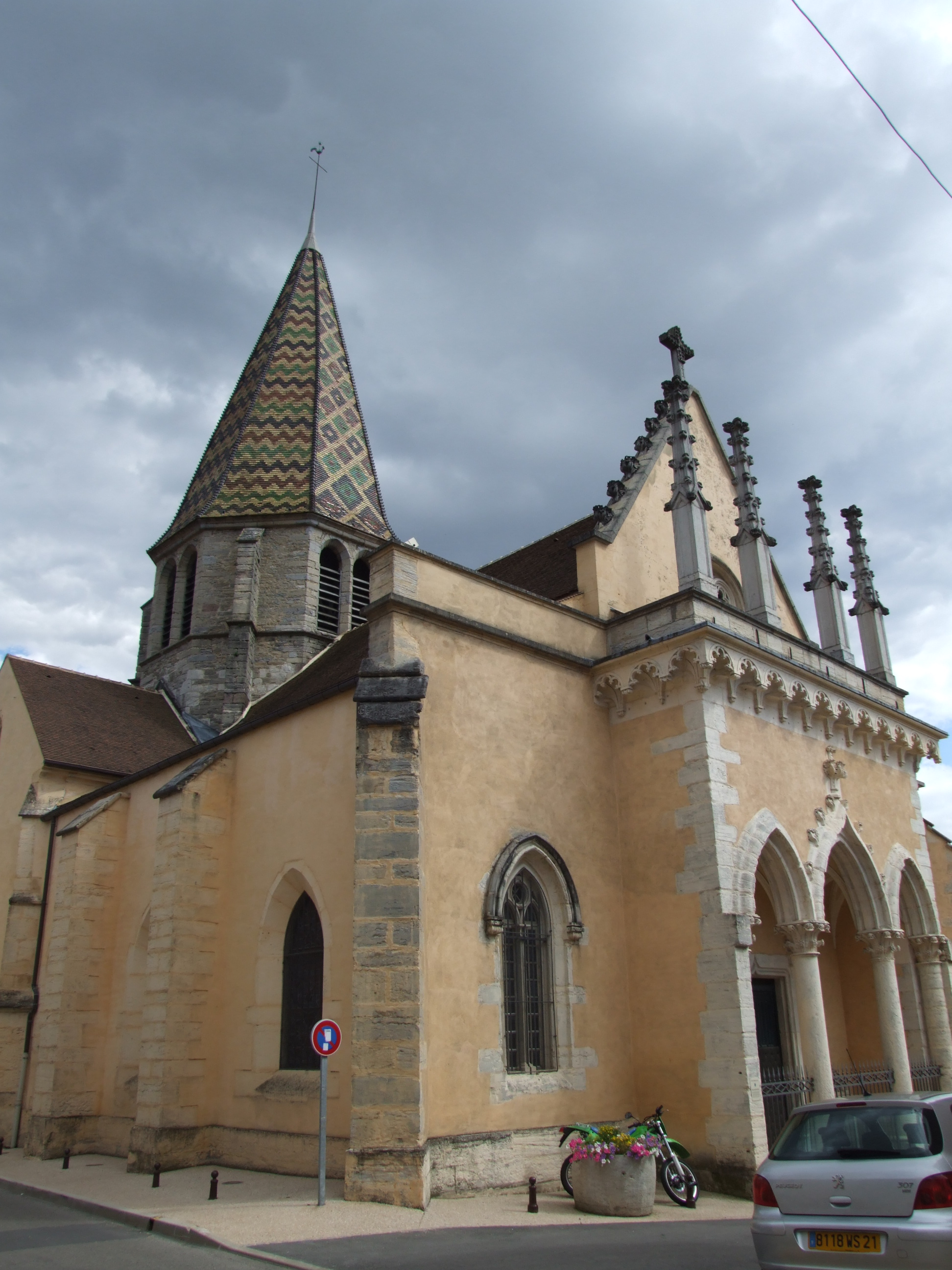
Église Saint-Baudèle.

### Lieux et monuments
- Église Saint-Baudèle, couverte de tuiles polychromes vernissées (typique de la région Bourgogne). La date de sa construction se situerait vers les années 1520-1530. Les reliques de saint Baudèle (martyrisé à Nîmes vers 295) y auraient été déposées.
- Château des Evêques
- Maison Dodoz
- Maison Gautier
- Les moulins
- Le canal de Bourgogne
- Espace Germaine-Tillion
- Lycée agricole Félix-Kir
- Porte du Diable (Domaine de Champmoron)

Sur la route entre Plombieres et Daix, on trouve a main gauche en montant La Porte du Diable. Cette ruine est l’ancienne porte d’enceinte d’une grande propriété. Des légendes la relient au triangle isocèle des portes du diable (un autre point en Transylvanie). Il est dit qu’un passage dans les deux portes dans le mauvais sens porterait malheur. Un balisage discret et élégant jaune et marron suggère le sens a suivre.

### Personnalités liées à la commune
- Pierre Dubois (1931-2012), prêtre français installé au Chili, né à Plombières.
- Julien Paillet (1771-1851), poète né à Plombières.
- Jules Antoine Lissajous (1822-1880), physicien français, mort à Plombières-lès-Dijon.
- Claude Rochat (1917-2009), résistant, sous-préfet, ayant travaillé à Plombières avant et pendant la guerre.

### Héraldique
| Blason de Plombières-lès-Dijon | Blason  | D'azur aux deux lances de tournoi d'or passées en sautoir, cantonnées de quatre colombes d'argent.                                                                                |
| Blason de Plombières-lès-Dijon | Détails | Armes parlantes (jeu de mots : Plombières/Palombières/palombes/colombes). La colombe symbolise la paix, la douceur, l'innocence. Le statut officiel du blason reste à déterminer. |